# HMS Hood (51)
L'HMS Hood va ser l'últim creuer de batalla construït per la Royal navy. Pertanyent a la classe Admiral ordenada a mitjan 1916, el seu disseny, revisat a fons després de la batalla de Jutlandia i millorat durant la construcció, encara tenia serioses limitacions, raó per la qual va ser l'únic construït d'una classe que hauria d'estar composta per quatre unitats. Va rebre el nom de l'almirall de segle xviii Samuel Hood. Les altres tres unitats, cancel·lades a l'octubre de 1918, havien estat batejades amb els noms d'Anson, Howe i Rodney. Els dos primers noms es van assignar als últims cuirassats de la classe King George V (1939), mentre que el tercer va servir per a la segona unitat de la classe Nelson.
El Hood va realitzar nombroses travessies de representació i va participar en diversos exercicis i maniobres entre 1920, any de la seva entrada en servei, i 1939. Entre d'altres, va realitzar exercicis d'entrenament al mar Mediterrani i circumnavegar el món amb l'Esquadró de Servei Especial entre 1923 i 1924. Es va unir a la Flota de la Mediterrània després de l'inici de la Segona Guerra Ítalo-etíop. A l'esclat de la Guerra Civil Espanyola el Hood va ser oficialment assignat a la Flota de la Mediterrània, i en ella va romandre fins al seu retorn a Regne Unit el 1939 per a una revisió. Per llavors la utilitat del vell creuer de batalla s'havia deteriorat a causa de l'avanç de l'artilleria naval, raó per la qual estava prevista una important reconstrucció per a 1941 que corregiria gran part dels seus problemes, però l'inici de la Segona Guerra Mundial va forçar la seva incorporació al servei sense haver estat actualitzades.
Quan el Regne Unit va declarar la guerra a Alemanya al setembre de 1939, el Hood estava operant a prop d'Islàndia. Va emprar els següents mesos entre aquesta illa i el mar de Noruega a la caça dels navilis alemanys que assaltaven el comerç i bloquejaven les rutes de proveïment. Després d'una revisió breu de les seves motors, va actuar com a vaixell insígnia de la Força H i va participar en la destrucció de la flota francesa durant la batalla de Mers el-Kebir. Rellevat com a vaixell insígnia d'aquesta força, el Hood va ser enviat a Scapa Flow, al nord de Regne Unit, i va operar a l'àrea com escorta de comboi i defensa davant una possible flota d'invasió alemanya. Al maig de 1941 el Hood i el cuirassat Prince of Wales van rebre l'ordre d'interceptar al cuirassat alemany Bismarck, que havia salpat d'Alemanya per atacar els combois aliats a l'Atlàntic. El 24 de maig de 1941 el Hood va localitzar i va entaular combat amb el poderós i modern vaixell alemany, però va ser aconseguit per diversos projectils enemics a l'inici de la batalla de l'Estret de Dinamarca i va explotar brutalment. La seva pèrdua va tenir un efecte profund en els britànics, i el primer ministre Winston Churchill va ordenar al seu Armada «enfonsar al Bismarck», cosa que van aconseguir tres dies després.
La Reial Armada Britànica va dur a terme dues investigacions per aclarir les causes de la sobtada desaparició del creuer. La primera, conclosa amb gran rapidesa després de l'enfonsament, va concloure que el pallol de municions de popa del Hood havia esclatat a causa d'un projectil del Bismarck que va travessar el prim blindatge de la coberta de la nau. Es va dur a terme una segona investigació després de rebre queixes sobre que la primera comissió no havia considerat explicacions alternatives, com l'explosió dels torpedes de la nau. Encara que molt més completa que la primera investigació, la segona va arribar a la mateixa conclusió. Tot i l'explicació oficial, alguns historiadors van seguir creient que els torpedes havien causat l'explosió de la nau, mentre que altres van proposar una detonació accidental dins d'una de les torretes dels canons del baixell. Altres historiadors s'han centrat en la causa de l'explosió d'al magatzem. El descobriment de les derelicte del creuer de batalla en 2001 va confirmar la conclusió de les dues investigacions, tot i que el perquè exacte de l'explosió dels magatzems sempre serà un misteri ja que aquesta zona de el vaixell va quedar completament destruïda després de la deflagració.

## Característiques generals
Botat en 1918, completat en 1920 i modernitzat molt superficialment a través del temps, era un elegant vaixell de esveltes línies, amb una eslora de 263 m, 32 m de mànega i 49.000 tones de desplaçament. Estava armat amb 8 canons de 381 mm en 4 muntatges dobles, dos tubs llençatorpedos de 52,5 cm en les dues bandes, amb un armament secundari de 12 canons de 140 mm, en posicions simples escudadas i 8 peces dobles de 102 mm en manteletes oberts. El 1940, es van eliminar els canons de 140 mm i es van substituir per 8 canons en muntatges dobles de 102 mm. Va ser classificat com "Creuer de batalla" i en el seu temps era el vaixell més gran de món.

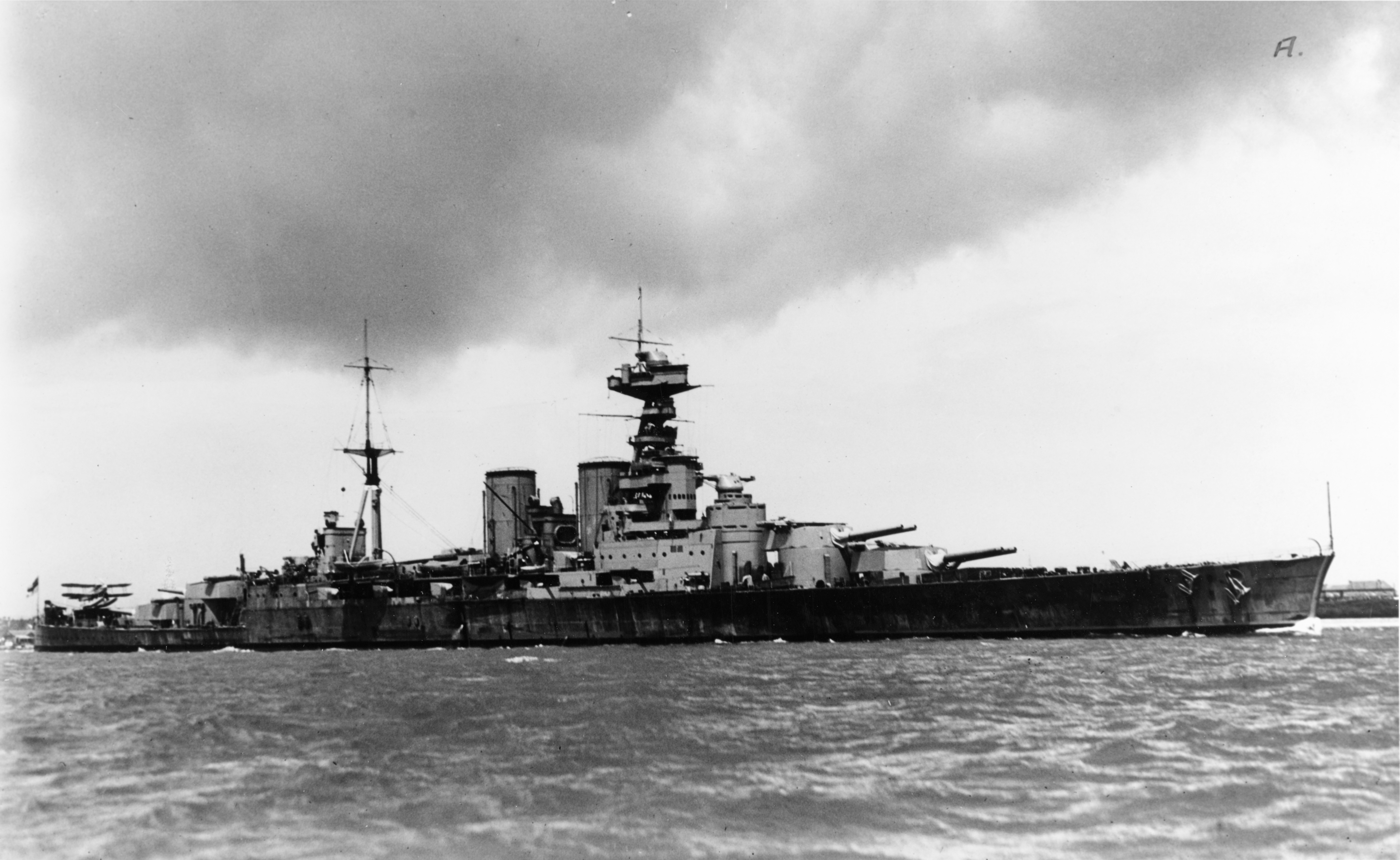
HMS Hood en la seva configuració de 1932

Transportava 1.400 homes i la seva principal debilitat, molt generalitzada en les construccions navals de l'època, especialment, els anomenats creuer de batalla en què es sacrificava el blindatge darrere de la velocitat, era el seu escàs blindatge horitzontal, amb una coberta principal de 37 mm (76 mm sobre els espanyols de municions) i una coberta de protecció de 52 mm.
Només cal comparar-la amb la protecció horitzontal dels cuirassats de la sèrie Prince of Wales, que era de 150 mm (170 mm sobre els espanyols) i 50 mm, respectivament. La protecció vertical era, per contra, bastant més completa, amb una faixa de 305 mm en l'obra morta, que s'estrenyia fins a 152 mm en els extrems de la nau i a 76 mm en la seva part més baixa. Aquesta cuirassa s'inclinava 12º, amb l'entrant a la part inferior. Per sobre d'aquesta faixa, el reducte, entre la coberta de bateria i la coberta principal, tenia un blindatge de 178 mm. La protecció submarina la constituïa un doble casc integrat amb mampares longitudinals interns, dissenyats per absorbir explosions submarines. Finalment, les barbetas de l'artilleria principal tenien un gruix de 305 mm, i el blindatge frontal de les torres era de 381 mm (el posterior era de 125 mm); la torre de comandament tenia un gruix de 280 mm.
L'aparell de propulsió consistia en 4 grups de turbines de vapor amb engranatges reductors, un grup per eix, alimentats per 24 calderes, repartides en quatre sales, totes a proa de les sales de màquines, amb dues xemeneies: en conjunt, la potència era de 144.000 CV a quatre hèlixs, i la velocitat en proves, superior als 32 nusos.

## Historial de servei
Va participar en moltes travessies de representació en les colònies angleses entre 1920 i 1939. Durant aquest període, només va patir una modificació d'importància, el 1931, a l'instal·lar-se al extrem de popa una catapulta i una dotació de quatre hidroavions. D'altra banda, les seves màquines i calderes mai van ser modificades, ni es va sotmetre a un recorregut complet en la drassana, pel que en 1939 es trobava en bastants males condicions i amb prou feines arribava als 30 nusos. L'imminent esclat de les hostilitats va fer que l'Almirallat decidís cancel·lar les modificacions projectades, que preveien reemplaçar tota l'artilleria secundària per 8 torres dobles de 133 mm (a l'igual que els cuirassats del tipus Prince of Wales que s'estaven construint) i substituir les calderes per altres de tipus més modern, tal com s'havia fet, amb gran èxit, en el HMS Renown.

### Segona Guerra Mundial
Durant l'inici de la Segona Guerra Mundial, va estar destinat a la Home Fleet, en aigües metropolitanes britàniques. Després d'unes breus obres en què es va desembarcar l'artilleria secundària, va ser destinat, al juny de 1940, a la Força H, amb base a Gibraltar. El 3 de juliol va participar en l'anomenada batalla de Mers el-Kebir, enfonsant juntament amb altres unitats britàniques diversos navius francesos aquí ancorats, entre ells els cuirassats Provence, Bretagne i Strasbourg. Al setembre d'aquest mateix any va tornar a la Home Fleet, participant en la infructuosa caça del Scharnhorst i el Gneisenau en el marc de l'Operació Berlín a càrrec de l'almirall Günther Lutjens, al març de 1941. El 12 de maig de 1941, el vice -almirante Lancelot Holland assumeix el comandament de l'esquadró de creuers de batalla. El capità Ralph Kerr era el comandant de l'HMS Hood des de febrer d'aquest mateix any.

#### Batalla de l'Estret de Dinamarca

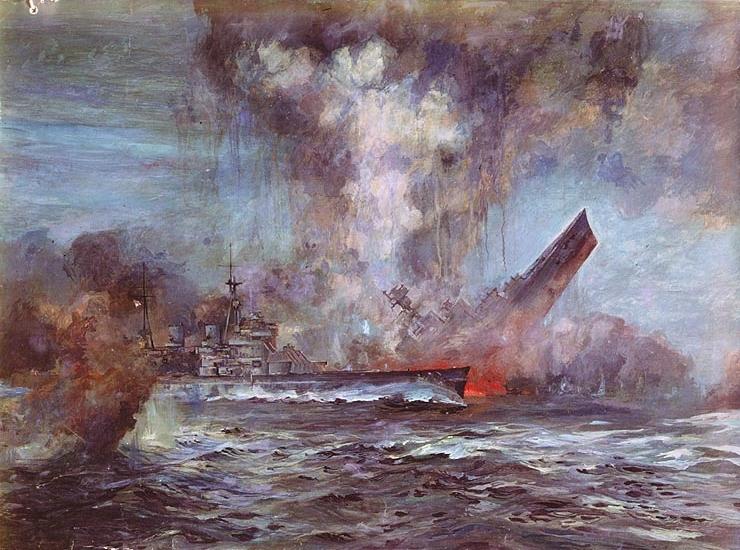
Últims moments del HMS Hood durant la Batalla de l'estret de Dinamarca.

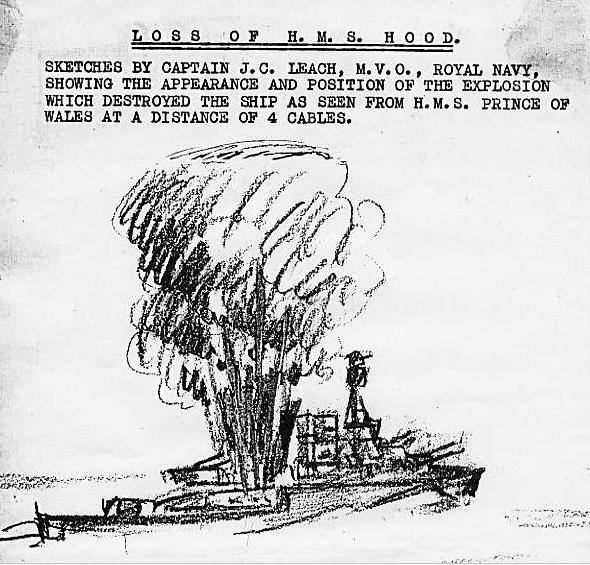
El HMS Hood, centrat pel Bismarck, en el moment que va explotar. (L'esbós va ser preparat pel Capità John Leach del HMS Prince of Wales per a la Junta de Recerca en 1941. Aquest representa la columna del fum i la flama que es va deslligar en erupció en el veïnatge del masteler principal, immediatament abans d'una enorme detonació que va partir la nau en dues, causant el seu enfonsament en l'acte. Es creu que aquest fenomen va poder haver estat el resultat d'una conducció del foc de cordita generat en un dipòsit de projectils després de l'impacte a través dels ventiladors de la sala de màquines).

Estant el 24 de maig de 1941 a Scapa Flow, rep l'ordre de marxar a interceptar el Bismarck, doncs els seus canons podien equiparar-se als de l'enemic. El Hood va salpar al costat de el nou cuirassat HMS Prince of Wales i un destacament de destructors. L'agrupació britànica va navegar a tota velocitat cap a la sortida de l'Estret. Holland va destacar als destructors feia el nord-oest per evitar que l'agrupació alemanya donés la volta a la sortida de l'Estret. A les 5:15 els hidròfons van captar soroll de motors i a les 5:30 es va produir el contacte visual. A l'altura de la sortida de l'estret de Dinamarca, va interceptar a la formació alemanya composta pel cuirassat Bismarck i el creuer pesat Prinz Eugen dirigides per l'almirall Günther Lütjens.
Al comandament del [vicealmirall]] Lancelot Holland, el Hood i el Prince of Wales van obrir foc amb les seves torres davanteres a una distància de 22 km, obstinant des de llarga distància el combat, el que es va traduir en la immediata resposta dels alemanys. Això va ser un error tàctic fatal de part dels anglesos, justament perquè va atreure abans d'hora la resposta alemanya que Lutjens retenia i els fatals tirs en caiguda vertical. Holland va intentar ràpidament tancar distàncies a la màxima velocitat per evitar els mortals tirs en caiguda vertical. L'avanç es feia disparant les torres davanteres; s'avançava a la major velocitat possible a causa de la coneguda debilitat del "Hood".
A les 05:58, un tret rasant del Bismarck sense explotar va colpejar la plataforma d'observació situada al límit del pal principal causant baixes. Entorn de les 05:59 hores, un tir de el creuer Prinz Eugen va impactar en els dipòsits de municions de coberta, produint incendis a la coberta de pots. A les 6:00, a 7 min de començat el combat i quan ja virava per poder emplaçar les torres de popa per fer una salva artillera completa i oposar el seu blindatge lateral, una salva (la sisena) del Bismarck li va aconseguir en algun lloc a l' costat del pal de popa, penetrant profundament fins a la barbeta, i va fer esclatar els dipòsits de cordita de les torres del darrere. Una flamarada blanca brillant més alta que el pal va sorgir per uns instants, i tot seguit el gran navili va explotar violentament, expulsant les torres del darrere i centenars de restes, partint-en dos. La popa es va enfonsar ràpidament i la part davantera ho va fer més lentament, el que va poder facilitar el tret de les torres de proa com una darrer comiat abans d'enfonsar i que sobrevisquessin alguns marins. Aquests últims trets van tenir lloc a conseqüència de l'explosió espontània de les càrregues de propulsió. Finalment, només es van salvar tres mariners, Ted Briggs, William Dundas i Bill Tilburn, tots eren al pal pont.
L'HMS Invincible de Sir Horace Hood va tenir la mateixa fi, 25 anys abans. La seva fi va sembrar d'alegria a la tripulació del Bismarck i a l'almirall Lutjens. Al capità Schneider (director de tir) se li va concedir la Creu de Ferro.

## Les seves restes
Al juliol de 2001, les seves restes van ser trobats per mitjà del sonar, àmpliament escampats en el fons oceànic en diferents nivells, la proa i secció de popa són molt reconeixibles, gairebé intactes, la proa i la popa del navili estan pròxims entre si; la secció mitjana aquesta distant de la popa a uns 1000 m i està completament bolcada en una vall a més profunditat; la torre blindada de combat està en perfecte estat, lluny de el camp de runes a què està reduït a la resta de l'altre temps símbol de l'orgull britànic. Les restes van ser descoberts a uns 3 km de profunditat, i va causar una greu sensació entre el poble britànic descobrir que una de les seves naus descansava reduïda a un camp de restes metàl·liques, mentre que el cuirassat alemany Bismarck que va provocar aquesta destrucció, després d'haver estat bombardejat i torpedinat sense pietat, estava pràcticament d'una peça i perfectament reconeixible.
El 7 d'agost de 2015 una expedició dirigida per Paul G. Allen va recuperar la campana del vaixell. Aquesta serà restaurada i lliurada a l'Armada Real Britànica per commemorar la pèrdua de les 1.418 vides al mar.